# Roman Vartolomeu
Roman Vartolomeu (ur. 9 maja 1950 w Mahmudii) – rumuński kajakarz. Srebrny medalista olimpijski z Monachium.
Zawody w 1972 były jego jedynymi igrzyskami olimpijskimi. Srebrny medal zdobył w kajakowych czwórkach na dystansie 1000 metrów. Partnerowali mu Aurel Vernescu, Mihai Zafiu i Atanasie Sciotnic. W 1973 zdobył brązowy medal w kajakowej sztafecie jedynek na dystansie 4 × 500 metrów